# Крачмер, Гвидо
Гвидо Крачмер (нем. Guido Kratschmer; род. 10 января 1953, Гросхойбах, Бавария) — западногерманский легкоатлет, специалист по многоборьям. Выступал за сборную ФРГ по лёгкой атлетике в 1974—1986 годах, серебряный призёр летних Олимпийских игр в Монреале, обладатель бронзовой медали чемпионата Европы, победитель Кубка Европы в командном зачёте, многократный победитель и призёр первенств национального значения, бывший рекордсмен мира в десятиборье.

## Биография
Гвидо Крачмер родился 10 января 1953 года в ярмарочной общине Гросхойбах.
Первого серьёзного успеха на взрослом международном уровне добился в сезоне 1974 года, когда вошёл в основной состав западногерманской национальной сборной и побывал на чемпионате Европы в Риме, откуда привёз награду бронзового достоинства, выигранную в десятиборье.
В 1975 году на Кубке Европы по легкоатлетическим многоборьям в Быдгоще занял девятое и пятое места в личном и командном зачётах соответственно.
В 1976 году выступил в беге на 60 метров с барьерами на домашнем чемпионате Европы в помещении в Мюнхене. Благодаря череде удачных выступлений удостоился права защищать честь страны на летних Олимпийских играх в Монреале — в программе десятиборья с результатом в 8411 очко завоевал серебряную олимпийскую медаль, уступив только американцу Брюсу Дженнеру.
После монреальской Олимпиады Крачмер остался в составе легкоатлетической команды ФРГ и продолжил принимать участие в крупнейших международных стартах. Так, в 1977 году на Кубке Европы в Лилле он стал бронзовым призёром в личном зачёте и помог своим соотечественникам выиграть серебряные медали мужского командного зачёта.
В 1978 году на чемпионате Европы в Праге вынужден был досрочно завершить выступление и не показал никакого результата.
На Кубке Европы 1979 года в Дрездене был вторым в личном и командном зачётах.
В июне 1980 года на соревнованиях в Бернхаузене побил принадлежавший британцу Дейли Томпсону мировой рекорд, набрав в сумме всех дисциплин десятиборья 8667 очков (рекорд впоследствии продержался почти два года и был превзойдён тем же Томпсоном). Рассматривался в качестве кандидата на участие в Олимпийских играх в Москве, однако Западная Германия вместе с несколькими другими западными странами в конечном счёте бойкотировала эти Игры по политическим причинам.
В 1981 году на Кубке Европы в Бирмингеме Крачмер стал пятым в личном зачёте и вместе с западногерманской сборной выиграл командный зачёт.
На чемпионате Европы 1982 года в Афинах с результатом в 8015 очков занял итоговое девятое место.
В 1983 году на впервые проводившемся чемпионате мира по лёгкой атлетике в Хельсинки набрал 8096 очков и стал девятым, тогда как на Кубке Европы в Софии занял первое место в командном зачёте. По итогам сезона президент Карл Карстенс вручил ему Серебряный лавровый лист, высшую спортивную награду Германии.
Принимал участие в Олимпийских играх 1984 года в Лос-Анджелесе — на сей раз с результатом в 8326 очков расположился в итоговом протоколе соревнований на четвёртой позиции.
В 1986 году выступал на домашнем чемпионате Европы в Штутгарте, но снялся с турнира после неудачи в прыжках в длину.
Планировал выступить и на Олимпийских играх 1988 года в Сеуле, но на отборочном чемпионате страны во время бега на 100 метров получил травму ахиллова сухожилия и вынужден был завершить карьеру легкоатлета.
Впоследствии пробовал себя в бобслее, являлся разгоняющим в экипаже пилота Руди Лохнера, но пройти отбор на зимнюю Олимпиаду 1992 года в Альбервиле ему не удалось.